# Marie Jaisson
Marie Jaisson (née en 1962) est une sociologue française spécialisée la sociologie des pratiques médicales, de la maladie et de la santé, et de l'histoire de la sociologie. 

## Biographie
Marie Jaisson est née en 1962. 
Dans les années 1980, elle suit un cursus en sociologie à l’École des  Hautes Études en Sciences Sociales (EHESS) à Paris. Elle y obtient son doctorat « Les Lieux de l'art : études sur la structure sociale du milieu médical dans une ville universitaire de province [Dijon] » sous la direction de Pierre Bourdieu en 1995,. 
Elle réalise par la suite plusieurs séjours à New York, pour fréquenter la bibliothèque de l’université de Columbia, où elle se confronte aux travaux américains sur la médecine et les professions qui y sont liées. 
Elle est particulièrement intéressée par les travaux portant sur la mémoire et le temps. En ce sens, ses travaux avec Christian Baudelot revisitent la notion de mémoire collective et ses remaniements possibles dans le cadre d'un travail de reconnaissance, requestionnant ainsi les problématiques du sociologue Maurice Halbwachs. 
Elle a été maître de conférences à l'université de Tours et est actuellement professeure au laboratoire IRIS (Institut de Recherche Interdisciplinaire sur les enjeux Sociaux) à l'université Sorbonne Paris Nord (Paris 13).
Elle est également directrice adjointe de la Maison des Sciences de l'Homme (MSH) de Paris Nord et tient un blog sur ses publications.

## Principales publications
Elle a publié de nombreux ouvrages et articles,.
- Le Sexisme de la première heure. Hasard et sociologie , avec Eric Brian, Paris, Raisons d'agir, 2007.
- La descente du rapport de masculinité humaine à la naissance. Un dialogue entre mathématiques, biologie et sociologie, avec Eric Brian, Dordrecht, Springer Verlag, 2007.
- Maurice Halbwachs, sociologue retrouvé, éd. avec Christian Baudelot . Paris, éditions Rue d'Ulm, 2007.
- [Maurice Halbwachs ] et coll., Le Point de vue du nombre (1936), éd. avec Eric Brian. Paris, Ined, 2005.
- Médecines, patients et politiques de santé, Numéro spécial des Actes de la recherche en sciences sociales, no 143, juin 2002.

## Thèses

### Thèses dirigées
- 2019 : « Faire bon poids, bonne figure : Sociologie des suivis diététiques en libéral », par  Étienne Bard, Paris 13.

- 2017 : « La question sociale en santé : L'hôpital public et l'accès aux soins des personnes en marge du système de santé en France à l'aube du XXe siècle », par Jérémy Geeraert, Sorbonne Paris Cité.